# Han van Zomeren
Andreas Johannes Leendert (Han) van Zomeren (Amsterdam, 16 juli 1920 - Bussumerheide (Hilversum), 10 oktober 1941) was een Nederlands verzetsstrijder. Van Zomeren hield zich bezig met het verspreiden van anti-nazistisch drukwerk en werd in 1941 ter dood veroordeeld.

## Biografie
De vader van Van Zomeren had een drukkerij aan de Rustenburgerstraat 343 in Amsterdam en was lid van de SDAP. Nadat hij in 1937 overleed, werd zijn 17-jarige zoon bedrijfsleider van drukkerij Van Zomeren. Van Zomeren was communist en een tijdje lid van de Arbeiders Jeugd Centrale (AJC).
Toen Nederland door de Duitsers werd bezet, bleef hij overdag zijn normale drukwerk verzorgen, met name rouwadvertenties. Buiten kantoortijd kwam er illegaal drukwerk van de CPN van de pers, waaronder anti-Duitse pamfletten en De Waarheid. 's Ochtends werd het anti-Duitse drukwerk door hem opgehaald en verspreid.
Op 26 augustus 1941 werd van Zomeren door twee mannen van de Sicherheitspolizei gearresteerd in de woning van zijn moeder. Hij werd afgevoerd naar de gevangenis in de Euterpestraat en later overgebracht naar het Huis van Bewaring aan de Weteringschans. Hij werd ter dood veroordeeld en op 10 oktober 1941 op de Bussumerheide gefusilleerd.

## Postuum

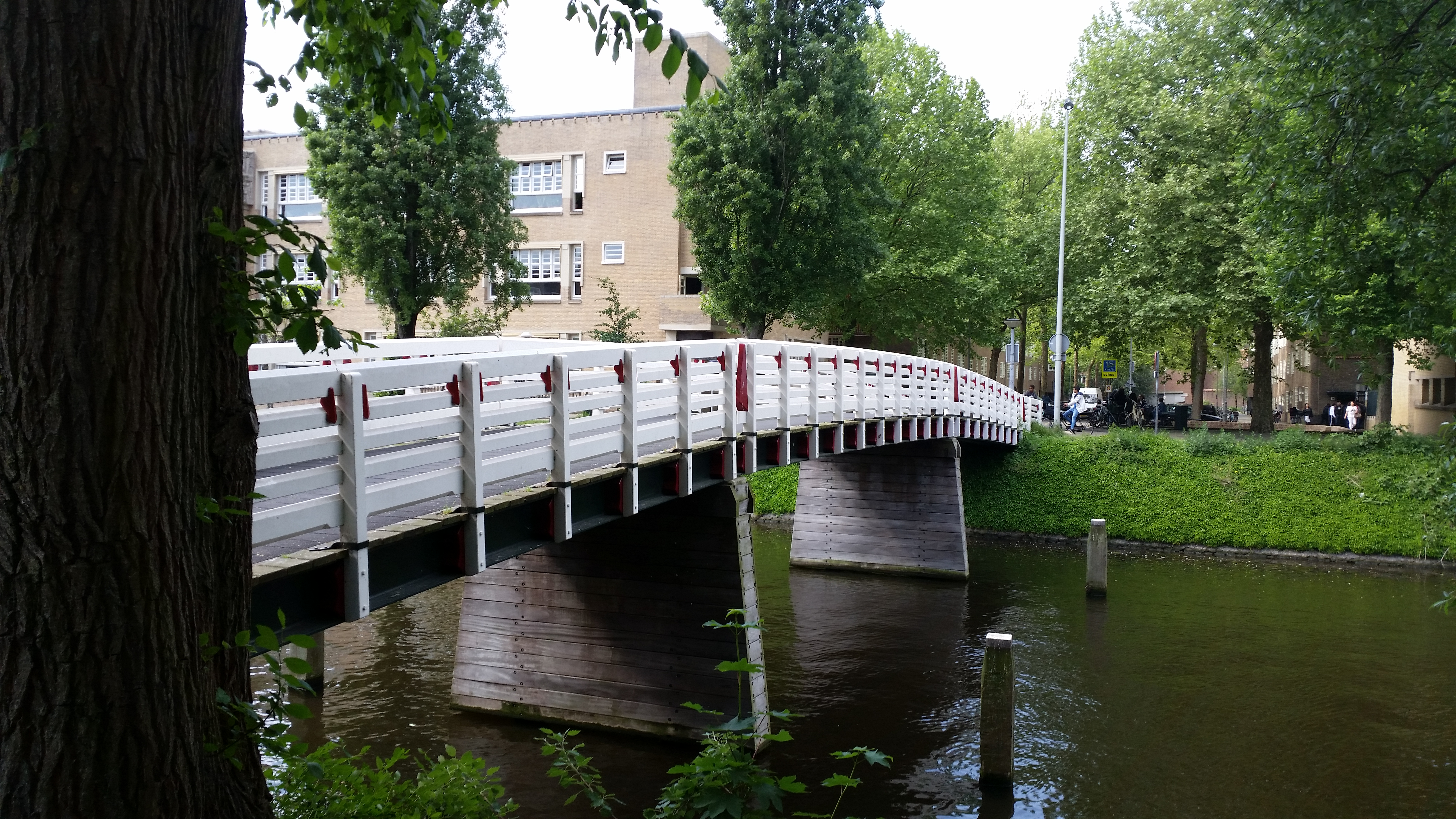
De Han van Zomerenbug in 2018

Van Zomeren is begraven op de Eerebegraafplaats Bloemendaal.
Op de Bussumerheide in Hilversum is in 1978 een monumentaal houten kruis geplaatst ter vervanging van het eenvoudige kruis dat er sinds 1945 stond. Hierop stonden aanvankelijk vier namen: A.A. Bosschart, L.A.R.J. van Hamel, R.P. s'Jacob en C. v.d. Vegte. In 2007 werd daar de naam A.J.L. van Zomeren aan toegevoegd. Er vindt jaarlijks een dodenherdenking plaats op 4 mei.
In Amsterdam is een brug over het Amstelkanaal tussen Amstelkade en Jozef Israëlskade in stadsdeel Oudzuid naar hem vernoemd, de Han van Zomerenbrug, die niet ver is van waar Van Zomeren heeft geleefd. In 1995 werd ter nagedachtenis van Van Zomeren een boekje uitgebracht door de Grafische Cultuurstichting KGVO: Uns geht die Sonne nicht unter.